# صحة التربة
صحة التربة هي حالة التربة التي تلبي مجموعة وظائف النظام البيئي الخاصة بها بما يتناسب مع بيئتها. اختبار صحة التربة هو تقييم لهذا الوضع. تعتمد صحة التربة على التنوع البيولوجي للتربة (مع وجود تربة حيوية قوية)، ويمكن تحسينها عن طريق تكييف التربة (تعديل التربة).

## النواحي
يستخدم مصطلح صحة التربة لوصف حالة التربة في:
- دعم إنتاجية النبات والحيوان والتنوع البيولوجي (التنوع البيولوجي للتربة)
- الحفاظ على أو تحسين نوعية المياه والهواء
- دعم صحة الإنسان والسكن.[2]

لقد حلت صحة التربة جزئيًا إن لم تحل محل عبارة «نوعية التربة» التي كانت موجودة في التسعينيات. يتمثل الاختلاف الرئيسي بين التعبيرين في أن جودة التربة كانت مركزة على السمات الفردية داخل مجموعة وظيفية، كما هو الحال في «جودة التربة لإنتاج الذرة» أو «نوعية التربة لإعداد قاع الطريق» وما إلى ذلك. أدت إضافة كلمة «صحة» إلى تغيير النظرة إلى التكاملية والشمولية والمنهجية.
إن المبدأ الأساسي في استخدام مصطلح «صحة التربة» هو أن التربة ليست مجرد وسيلة خاملة، تنمو بلا حياة، والتي تميل الزراعة الحديثة إلى تمثيلها، بل هي بيئة كاملة حية وديناميكية ومتغيرة باستمرار. اتضح أن التربة شديدة الخصوبة من وجهة نظر إنتاجية المحاصيل هي أيضاً حيوية من الناحية البيولوجية.

## المفاهيم
صحة التربة هي حالة التربة في مساحة محددة وعلى نطاق محدد بالنسبة لمجموعة من المعايير التي تشمل الأداء الصحي. لن يكون من المناسب الإشارة إلى صحة التربة من أجل إعداد قاع التربة، كما هو الحال في قياس جودة التربة في فئة وظيفية. قد يختلف تعريف صحة التربة بين مستخدمي المصطلح لأن المستخدمين البديلين قد يضعون أولويات مختلفة على الوظائف المتعددة للتربة. لذلك، لا يمكن فهم مصطلح صحة التربة إلا في سياق مستخدم المصطلح، وتطلعاته للتربة، وكذلك عن طريق تعريف الحدود للتربة محل النقاش.

## قياس
على أساس ما سبق، سيتم قياس صحة التربة من حيث خدمات النظام الإيكولوجي الفردية المقدمة مقارنةً بالمعيار. وتشمل المعايير المحددة المستخدمة لتقييم صحة التربة CO 2 الإصدا، مستويات الدبال، والنشاط الميكروبي، وتوفر الكالسيوم.

## روابط خارجية
- تحسين درجة الحموضة في التربة، والحد من أمراض التربة المولودة وتحسين إنتاج المحاصيل
- التربة الحية (السلام الأخضر)
- NRCS صحة التربة و NPK (NRCS)
- NRCS صحة التربة في إنتاج المحاصيل الحقلية نسخة محفوظة 19 أبريل 2016 على موقع واي باك مشين. والعلفية (NRCS)
- المواقع الإلكترونية على صحة التربة
- أداة صحة التربة في The Prairie Star[وصلة مكسورة]
- صحائف مؤشر جودة التربة
- نظرة وطنية على تلوث المياه الجوفية (USGS)